# James Gandon

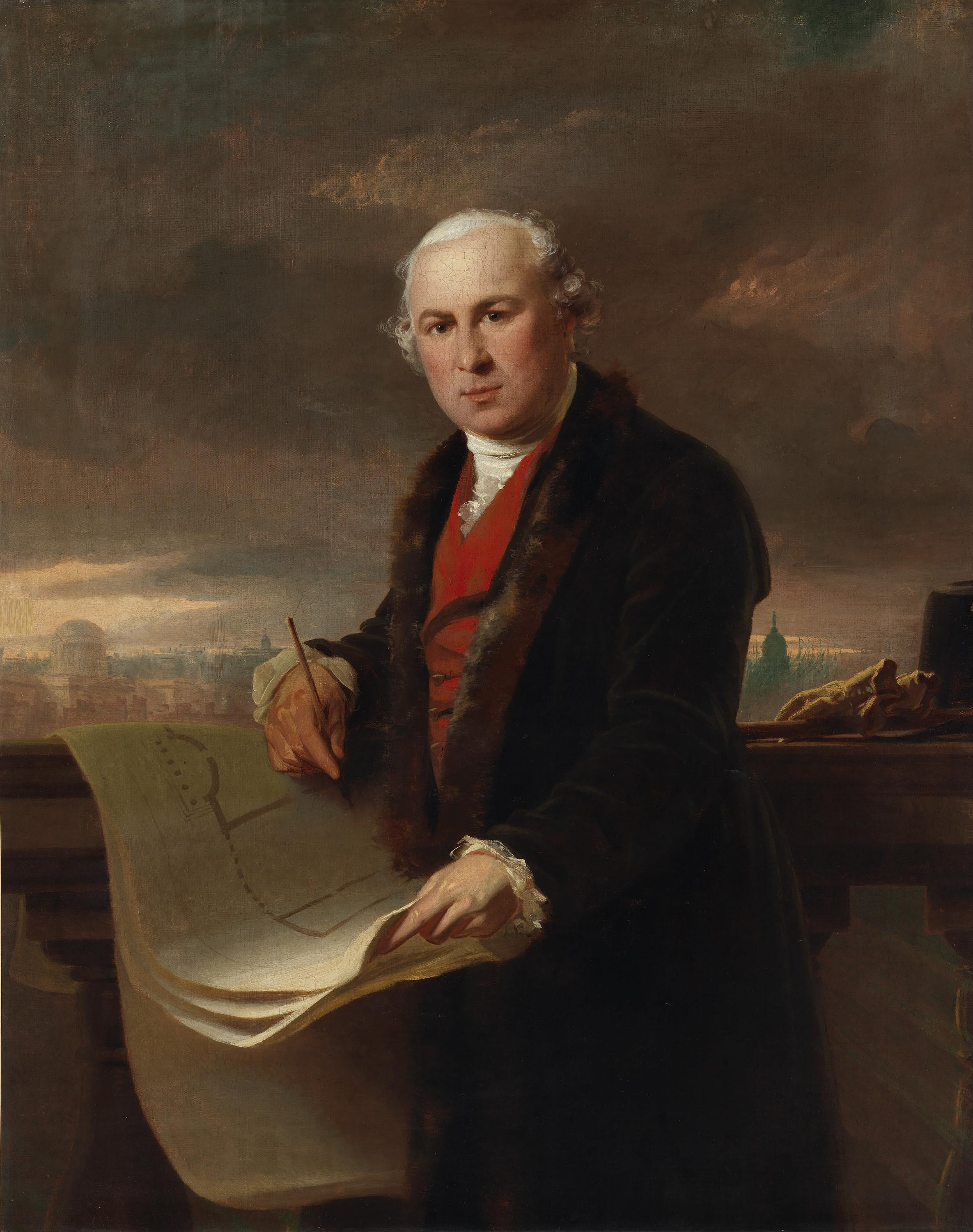
James Gandon

James Gandon (* 20. Februar 1742 in London; † 24. Dezember 1823 in Lucan bei Dublin) war ein britischer Architekt und Kupferstecher. Gandon gilt als führender Architekt in Dublin zur Zeit des Klassizismus und prägte mit seinen monumentalen öffentlichen Bauten maßgeblich das Erscheinungsbild der Stadt.

## Leben und Werk

### Ausbildung und Zeit in London (1742–1781)
James Gandon wurde in London als Nachfahre hugenottischer Flüchtlinge geboren. Ab 1757 erhielt er eine Ausbildung bei Sir William Chambers und war seit 1765 selbständig in England tätig. In der neu gegründeten Royal Academy of Arts nahm er an Architektur-Kursen teil und gewann dort einen der ersten Wettbewerbe. Aufgrund der schlechten Auftragslage in London versuchte er zunächst über Publikationen bekannt zu werden und veröffentlichte zusammen mit John Woolfe zwei Ergänzungsbände (1767 und 1771) des Tafelwerkes Vitruvius Britannicus von Colen Campbell. In dem Werk sind auch Gandons Entwürfe für die Shire Hall in Nottingham zu finden.
Erste Verbindungen nach Irland ergaben sich 1768, als er den zweiten Preis für den Entwurf der Dubliner Börse gewann. 1772 kam es zur Geburt seines Sohnes James Gandon junior, der selbst als Architekt arbeitete und 1846 eine erste Biografie seines Vaters herausbrachte. 1775 studierte Gandon die Werke von Charles-Louis Clérisseau und kopierte einige seiner Zeichnungen. Zur selben Zeit befasste er sich mit Kupferstecherei und fertigte fünf Blätter nach Zeichnungen von Richard Wilson an, die antike Gebäude wie etwa die Bäder des Diokletian zeigen. 1776 gewann er einen weiteren Architektur-Preis für den Entwurf des St. Luke Hospitals in London.

### Übersiedlung nach Irland (1781–1823)
Wichtig für seine spätere Übersiedlung nach Dublin 1781 waren seine Bekanntschaften zu John Dawson, 1. Earl of Portarlington, der ihn nach Irland einlud, und zu John Beresford. Beresford gab 1780 die Gestaltung des Dubliner Custom House in Auftrag und unterstützte ihn später als Förderer, Auftraggeber und einflussreichen Politiker. Eine Einladung von Katharina II. nach Sankt Petersburg lehnte Gandon ab und entschied sich 1781 schließlich für Dublin.
Dort entwarf er bis 1791 das Custom House (Zollgebäude) mitsamt Docks und Kaianlagen, das stark von der römischen Architektur seines Lehrers Sir William Chambers beeinflusst ist. Der Erfolg des Bauwerkes brachte ihm noch vor der Fertigstellung den Auftrag zur Erweiterung des Parlamentsgebäudes (1784–1789), das er mit einem korinthischen Portikus ausstatten ließ. 1786 wurde ihm die Vollendung der Four Courts (Gerichtshöfe) anvertraut, die 1770 von Thomas Cooley für das irische Nationalarchiv begonnen wurden und nach dessen Tod 1784 unfertig blieben. Gandon integrierte Cooley’s Arbeit in die eigenen Pläne mit ein und stellte das Gebäude in geforderter neuer Funktion und vergrößerter Form fertig.
| Bauwerke in Dublin |  |  |  |
|                    |  |  |  |

Während der Politischen Unruhen von 1798/1799 floh Gandon für kurze Zeit nach London, blieb jedoch für den Rest seines Lebens in Dublin tätig, wo er sich künstlerisch endgültig etabliert hatte. Ab 1799 entwarf er das King’s Inns, dessen Fertigstellung er aufgrund gesundheitlicher Probleme nicht zu Ende führen konnte. Folglich übergab er das Projekt 1805 seinen Schülern Henry Aaron Baker sowie Francis Johnston und zog sich auf seinem Landsitz Canonbrook in Lucan bei Dublin zurück.

## Eigene Schriften
- James Gandon, John Woolfe: Vitruvius Britannicus (Ergänzungsbände), London 1767.